# 황민부
황민부(黄敏夫, 1968년 10월 23일~)은 대한민국의 스모 선수이다.
일본 태생으로 와카토쇼 도시오(若闘将敏男)라는 이름으로 활동한다.